# ميرفي أكانجي
ميرفي أكانجي (بالإنجليزية: Murphy Akanji)‏ هو لاعب كرة قدم نيجيري في مركز حراسة المرمى، ولد في 1977 في لاغوس في نيجيريا. شارك مع منتخب نيجيريا لكرة القدم. أما مع النوادي، فقد لعب مع جوليوس بيرجر وسلايما واندريرز وشاركس ونيجر تورنادو.

## وصلات خارجية
- ميرفي أكانجي على موقع قاعدة بيانات كرة القدم.إي يو (الإنجليزية)
- ميرفي أكانجي على موقع ناشيونال فوتبول تيمز (الإنجليزية)